# Vänsö (naturreservat)
Vänsö är ett naturreservat i  Söderköpings kommun i Östergötlands län.
Området är naturskyddat sedan 2006 och är 402 hektar stort. Reservatet omfattar fyra små öar i Östergötlands skärgård belägna sydost om ön Vänsö. Här finns äldre tallskog och på en av öarna grova lindar.